# Rezolucja Rady Bezpieczeństwa ONZ nr 2662
Rezolucja Rady Bezpieczeństwa ONZ nr 2662 została przyjęta 17 listopada 2022 roku.
Rada przedłużyła w niej sankcje wobec Somalii na kolejne miesiące, do dnia 15 listopada 2023 r.